# Macrobrachium nattereri
Macrobrachium nattereri is een garnalensoort uit de familie van de Palaemonidae. De wetenschappelijke naam van de soort is voor het eerst geldig gepubliceerd in 1862 door Heller.